# بني عبدوس
بَنِي عَبْدُوس (بالإسبانية: Benahadux)‏ هي بلدية تقع في مقاطعة المرية من جنوب شرق إسبانيا. يبلغ عدد سكانها 3.205 نسمة.

## أعلام
- أنتونيو بويرتاس

## وصلات خارجية
- (بالإسبانية) بلدية بني عبدوس نسخة محفوظة 10 مارس 2007 على موقع واي باك مشين..